# Raúl Portero
Raúl Portero (Tarrasa, Barcelona, 1982) es un escritor español, ganador de 4º Premio Terenci Moix de Narrativa Gay y Lésbica Fundación Arena con la novela La vida que soñamos, editada por Egales. Con posterioridad escribió artículos para diversas revistas y publicó tres novelas más: La piel gruesa (2009) y Reykjavík línea 11 (2012) y La canción pop (2017). 
En enero de 2018 estrenó Grímsey, su primer largometraje, del que fue coautor del guion, además de codirector.  

## La vida que soñamos(2008)
La vida que soñamos arranca en el momento en el que a Josep, uno de los protagonistas, le diagnostican un cáncer. A partir de entonces, el libro  explica la historia de amor entre él y Carlos, con el que estará unido hasta el momento de su muerte. El autor optó por contar la historia con capítulos cortos y aleatorios, creando una estructura narrativa compleja que creaba un puzle en el que explicar los seis años de relación desde el momento en el que se ven por primera vez hasta los días posteriores a la muerte de Josep. Hacia el final de la novela se produce un cambio de género, pudiendo entenderse éste como la fusión de las convenciones para una novela dramática con las de una novela de género fantástico y de terror. Otra particularidad de la novela es que está escrita totalmente en minúsculas. 
A pesar de ser el desencadenante de la acción, el autor pronto relega la enfermedad de Josep a un segundo plano para centrarse más en la relación amorosa que mantienen los dos protagonistas, así como en describir el ambiente de la ciudad donde sucede la acción (Barcelona).

## La piel gruesa(2009)
A sus veintiocho años, Aarón empieza adarse cuenta de que ha sido víctima de una estafa: con unos estudios que se alargan demasiado y que no le sirven de nada para encontrar un trabajo en condiciones y viviendo con unos compañeros de piso a los que apenas conoce, cuando cae la noche se ve abocado sin ningún miramiento a un mundo de drogas de diseño, discotecas abarrotadas, música a todo volumen, sexo anónimo y superficialidad.
Aarón acaba de descubrir que quiere algo más en su vida, que actúa según lo que esperan de él y no según sus propios deseos. En consecuencia, emprenderá un difícil viaje para conseguir hacerse con sus ideales de belleza, amor y libertad.